# Rozszerzony zbiór liczb rzeczywistych

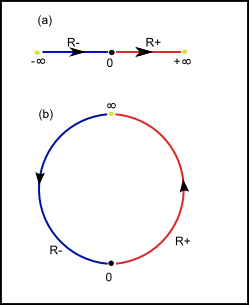
Rozszerzony zbiór liczb rzeczywistych: (a) rozszerzenie dwupunktowe (afiniczne), (b) rozszerzenie jednopunktowe (rzutowe); kolorem czerwonym określono liczby dodatnie, niebieskim – ujemne, żółtym – dodane „punkty nieskończone”

Rozszerzony zbiór liczb rzeczywistych – zbiór liczb rzeczywistych z dołączonym jednym lub dwoma „elementami nieskończonymi”, pierwsze z tych rozszerzeń nazywane jest jednopunktowym bądź rzutowym, drugie z kolei dwupunktowym lub afinicznym.
Rozszerzony na jeden ze wspomnianych sposobów zbiór liczb rzeczywistych staje się zwartą przestrzenią topologiczną (rozszerzenia dają różne topologie), co znajduje zastosowanie przede wszystkim w analizie matematycznej i teorii miary. Przede wszystkim pozwala na rozszerzenie niektórych funkcji na cały zbiór liczb rzeczywistych, przy czym niektóre z nich, dotąd nieciągłe, mogą być wtedy uważane za ciągłe (zob. niżej) oraz co ułatwia spójne traktowanie różnych przypadków, upraszczając w ten sposób sformułowania twierdzeń i dowodów. Niepełnemu rozszerzeniu podlegają również niektóre działania (operacje) na „elementy nieskończone” – niepełnemu, gdyż dołączane elementy nie mogą być uważane za liczby, a rozszerzone zbiory liczb rzeczywistych nie są ciałami liczbowymi.

## Rozszerzenie afiniczne
Zbiór liczb rzeczywistych {\displaystyle \mathbb {R} } rozszerzony o dwa „punkty nieskończone” {\displaystyle -\infty } i {\displaystyle +\infty } oznacza się zwykle symbolami {\displaystyle {\overline {\mathbb {R} }}} lub {\displaystyle [-\infty ,+\infty ]} i nazywa rozszerzeniem dwupunktowym bądź afinicznym liczb rzeczywistych (prostej rzeczywistej). Niżej symbol {\displaystyle \pm \infty } będzie oznaczał dowolne z wyrażeń {\displaystyle +\infty } bądź {\displaystyle -\infty ,} w szczególności w tejże kolejności, gdy stosowany jest symbol {\displaystyle \mp \infty } w którym kolejność symboli jest odwrotna (wykorzystane razem symbole te powinny być wtedy uważane za różnych znaków). Często dla skrócenia zapisu symbol {\displaystyle +\infty } zastępuje się symbolem {\displaystyle \infty ,} należy jednak zaznaczyć, iż różni się on istotnie od symbolu {\displaystyle \infty } opisanego dalej. Rozszerzenie afiniczne prostej nie jest przestrzenią afiniczną.
Rozszerzony afinicznie zbiór liczb rzeczywistych jest podstawą implementacji komputerowych systemów przekształcania wyrażeń i obliczeń symbolicznych.

### Porządek i topologia
W zbiorze {\displaystyle {\overline {\mathbb {R} }}} zachowana zostaje relacja porządku liniowego, a dla dowolnego elementu {\displaystyle a\in \mathbb {R} } zachodzi {\displaystyle -\infty <a<+\infty .} Ponadto każdy niepusty podzbiór tego zbioru ma w zbiorze {\displaystyle {\overline {\mathbb {R} }}} (w przeciwieństwie do {\displaystyle \mathbb {R} }) kres dolny i górny, co sprawia, że rozszerzony afinicznie zbiór liczb rzeczywistych staje się kratą zupełną.
Topologia wprowadzona przez relację porządkującą {\displaystyle <} w zbiorze {\displaystyle {\overline {\mathbb {R} }}} pozwala w szczególności na określenie otoczeń punktów w nieskończoności:
zbiór {\displaystyle U} jest otoczeniem punktu {\displaystyle +\infty } wtedy i tylko wtedy, gdy zawiera on zbiór {\displaystyle \{x\colon a<x\}} dla pewnej liczby {\displaystyle a\in \mathbb {R} .}
Analogicznie
zbiór {\displaystyle V} nazywa się otoczeniem punktu {\displaystyle -\infty } wtedy i tylko wtedy, gdy zawiera on zbiór {\displaystyle \{x\colon x<a\}} dla pewnej liczby {\displaystyle a\in \mathbb {R} .}
Wspomniana topologia sprawia, że {\displaystyle {\overline {\mathbb {R} }}} jest zwartą przestrzenią Hausdorffa homeomorficzną z domkniętym przedziałem jednostkowym {\displaystyle [0,1].} Wspomniana przestrzeń jest metryzowalna.

### Działania arytmetyczne
Działania arytmetyczne w zbiorze {\displaystyle {\overline {\mathbb {R} }}} rozszerza się w następujący sposób:
{\displaystyle -(+\infty )=-\infty ,}
{\displaystyle -(-\infty )=+\infty ,}
{\displaystyle c+(+\infty )=+\infty +c=+\infty } dla {\displaystyle c\neq -\infty ,}
{\displaystyle c+(-\infty )=-\infty +c=-\infty } dla {\displaystyle c\neq +\infty ,}
{\displaystyle c\cdot (\pm \infty )=\pm \infty \cdot c=\pm \infty } dla {\displaystyle c>0,}
{\displaystyle c\cdot (\pm \infty )=\pm \infty \cdot c=\mp \infty } dla {\displaystyle c<0,}
{\displaystyle {\tfrac {c}{\pm \infty }}=0} dla {\displaystyle c\neq \pm \infty ,}
{\displaystyle |{\tfrac {c}{0}}|=+\infty } dla {\displaystyle c\neq 0.}
Uzasadnieniem tych definicji są odpowiednie przejścia graniczne. Wyrażenia {\displaystyle -\infty +(+\infty ),\;+\infty +(-\infty )} oraz {\displaystyle 0/0} pozostają niezdefiniowane, podobnie jak {\displaystyle 0\cdot (\pm \infty )} i {\displaystyle (\pm \infty )\cdot 0} (patrz symbol nieoznaczony), choć dwa ostatnie wyrażenia w teorii miary (oraz korzystającej z niej teorii prawdopodobieństwa) definiowane są jako równe 0.
Prawdziwe pozostają prawa działań arytmetycznych, pod warunkiem jednak, że wszystkie występujące w nich wyrażenia są określone. To ostatnie zastrzeżenie sprawia, że zbiór {\displaystyle {\overline {\mathbb {R} }}} nie jest ciałem ani nawet pierścieniem.

### Funkcje, granice, ciągłość
Na zbiór {\displaystyle {\overline {\mathbb {R} }}} można rozszerzyć wiele funkcji. Przykładem może być funkcję potęgową {\displaystyle f(x,y)=x^{y},} gdzie korzystając z odpowiednich granic, przyjmuje się następujące definicje:
{\displaystyle {\begin{aligned}(+\infty )^{y}&={\begin{cases}0&{\text{ dla }}y<0,\\{+\infty }&{\text{ dla }}y>0,\end{cases}}\\[.5em]x^{+\infty }&={\begin{cases}0&{\text{ dla }}0<x<1,\\{+\infty }&{\text{ dla }}x>1,\end{cases}}\\[.5em]x^{-\infty }&={\begin{cases}+\infty &{\text{ dla }}0<x<1,\\0&{\text{ dla }}x>1.\end{cases}}\end{aligned}}}
W podobny sposób można rozszerzać wiele innych funkcji (zwykle nawet do funkcji ciągłych), np. funkcję wykładniczą {\displaystyle \exp ,} logarytmiczną {\displaystyle \ln ,} czy tangens {\displaystyle \operatorname {tg} } itp., co upraszcza dowody wielu twierdzeń i stanowi główną motywację dla rozpatrywania rozszerzeń zbioru liczb rzeczywistych.

## Rozszerzenie rzutowe

Rzeczywista prosta rzutowa może być postrzegana jako prosta, której „końce” łączą się w nieskończoności, tworząc okrąg.

Zbiór liczb rzeczywistych z dodanym jednym „punktem w nieskończoności” {\displaystyle \infty } (bez znaku) nazywane jest rozszerzeniem jednopunktowym bądź rzutowym liczb rzeczywistych (prostej rzeczywistej) i oznaczane jest najczęściej symbolem {\displaystyle \mathbb {R} ^{*}.} Uzwarcenie to jest minimalne i nosi ono nazwę uzwarcenia Aleksandrowa. Rozszerzenie to jest prostą rzutową (jednowymiarową przestrzenią rzutową), gdyż jego punkty są we wzajemnie jednoznacznej odpowiedniości z jednowymiarowymi podprzestrzeniami liniowymi płaszczyzny {\displaystyle \mathbb {R} ^{2};} z tego powodu konstrukcję tę nazywa się też rzeczywistą prostą rzutową i oznacza {\displaystyle \mathbb {R} \mathrm {P} ^{1}.}
Symbol {\displaystyle \infty } reprezentuje „punkt w nieskończoności”, w którym zbiegają się oba „końce” rzeczywistej osi liczbowej. Analogiem zespolonym tego rozszerzenia jest konstrukcja sfery Riemanna rozszerzającej zbiór liczb zespolonych przez uzupełnienie jej pojedynczym punktem w nieskończoności, którą nazywa się również zespoloną prostą rzutową i oznacza {\displaystyle \mathbb {C} \mathrm {P} ^{1}.}

### Geometria
Oprócz faktu, iż {\displaystyle \infty } jest pełnoprawnym punktem tej przestrzeni, kluczową ideą rzeczywistej prostej rzutowej jest to, że jest ona przestrzenią jednorodną homeomorficzną z okręgiem. Przykładowo ogólna grupa liniowa odwracalnych macierzy typu 2×2 działa na niej przechodnio. Działanie grupy można opisać również za pomocą przekształceń Möbiusa, w których argumenty zerujące się w mianowniku przyjmują w obrazie {\displaystyle \infty .}
Dokładniejsze przyjrzenie się temu działaniu pokazuje, że dla dowolnych trzech punktów {\displaystyle P,Q,R} istnieje przekształcenie homograficzne odwzorowujące te punkty odpowiednio na {\displaystyle 0,1,\infty .} Obserwacji tej nie można rozszerzyć na czwórki punktów z powodu niezmienniczości dwustosunku.

### Porządek i topologia
Zbiór {\displaystyle \mathbb {R} ^{*}} jest homeomorficzny z okręgiem (por. rysunek), dlatego niemożliwe jest rozszerzenie relacji porządku na cały zbiór {\displaystyle \mathbb {R} ^{*},} tzn. dla dowolnego {\displaystyle x\in \mathbb {R} ^{*}} nie można powiedzieć ani, że {\displaystyle x<\infty ,} ani też że {\displaystyle x>\infty .} Jednak relacja porządku {\displaystyle <} w zbiorze {\displaystyle \mathbb {R} } jest stosowana w niektórych definicjach obiektów w zbiorze {\displaystyle \mathbb {R} ^{*}.}
Pojęcie przedziału można rozszerzyć na zbiór {\displaystyle \mathbb {R} ^{*},} jednak ponieważ relacja porządku nie obejmuje punktu {\displaystyle \infty ,} to przedziały muszą być zdefiniowane w nieco inny sposób niż w zbiorze liczb rzeczywistych {\displaystyle \mathbb {R} .} Dla dowolnych {\displaystyle a,b\in \mathbb {R} ,} przy czym {\displaystyle a<b,} przyjmuje się następujące definicje przedziałów domkniętych:
{\displaystyle [a,a]=\{a\},}
{\displaystyle [a,b]=\{x\colon x\in \mathbb {R} ,;a\leqslant x\leqslant b\},}
{\displaystyle [a,\infty ]=\{x\colon x\in R,\;a\leqslant x\}\cup \{\infty \},}
{\displaystyle [b,a]=\{x\colon x\in \mathbb {R} ,;b\leqslant x\}\cup \{\infty \}\cup \{x\colon x\in \mathbb {R} ,\;x\leqslant a\},}
{\displaystyle [\infty ,a]=\{\infty \}\cup \{x\colon x\in \mathbb {R} ,\;x\leqslant a\},}
{\displaystyle [\infty ,\infty ]=\{\infty \}.}
Analogicznie definiuje się przedziały otwartych i półotwartych. Na przedziałach można także określić operacje arytmetyczne – w szczególności dla każdych dwóch punktów {\displaystyle a,b\in \mathbb {R} ^{*}} można przyjąć
{\displaystyle x\in [a,b]\Leftrightarrow {\tfrac {1}{x}}\in \left[{\tfrac {1}{b}},{\tfrac {1}{a}}\right]}
nawet wtedy, gdy przedziały zawierają 0.
Przedziały otwarte stanowią bazę topologii zbioru {\displaystyle \mathbb {R} ^{*}.} W topologii tej zbiór {\displaystyle \mathbb {R} ^{*}} jest przestrzenią zwartą, homeomorficzną z okręgiem. Jest to zatem przestrzeń metryzowalna, a odpowiednie metryki odpowiadają metrykom okręgu. Nie istnieje w {\displaystyle \mathbb {R} ^{*}} taka metryka, która byłaby rozszerzeniem standardowej metryki zbioru {\displaystyle \mathbb {R} ,} tzn. metryki euklidesowej.

### Działania arytmetyczne
Rozszerzenie operacji arytmetycznych na cały zbiór {\displaystyle \mathbb {R} ^{*}} można przeprowadzić tylko dla niektórych z nich – są one umotywowane odpowiednimi własnościami granic funkcji rzeczywistych:
{\displaystyle -(\infty )=\infty ,}
{\displaystyle c+\infty =\infty +c=\infty } dla {\displaystyle c\neq \infty ,}
{\displaystyle c\cdot \infty =\infty \cdot c=\infty } dla {\displaystyle c\neq 0,}
{\displaystyle {\tfrac {c}{\infty }}=0} dla {\displaystyle c\neq \infty ,}
{\displaystyle {\tfrac {c}{0}}=\infty } dla {\displaystyle c\neq 0.}
Należy zaznaczyć, że ostatnia operacja jest nieokreślona w zbiorze {\displaystyle {\overline {\mathbb {R} }}.}
Działania {\displaystyle \infty /\infty ,\;0/0,\;\infty +\infty } oraz {\displaystyle 0\cdot \infty } są w zbiorze {\displaystyle \mathbb {R} ^{*}} nieokreślone. Prawa działań arytmetycznych pozostają prawdziwe w zbiorze {\displaystyle \mathbb {R} ^{*},} o ile wszystkie występujące w nich wyrażenia są określone.

### Funkcje, granice, ciągłość
Opierając się na rozszerzonych w opisany wyżej sposób definicjach przedziałów, można określić pojęcia granicy i ciągłości funkcji na całym zbiorze {\displaystyle \mathbb {R} ^{*}.}
W zbiorze {\displaystyle \mathbb {R} ^{*}} funkcje wykładnicza {\displaystyle \exp } i logarytmiczna {\displaystyle \ln } są nieciągłe w punkcie {\displaystyle \infty ,} natomiast można wykazać, że funkcje wymierne {\displaystyle P(x)/Q(x),} gdzie {\displaystyle P(x)} i {\displaystyle Q(x)} są funkcjami wielomianowymi niemającymi wspólnego czynnika, są ciągłe w zbiorze {\displaystyle \mathbb {R} ^{*},} w szczególności ciągła jest funkcja homograficzna {\displaystyle h(x)=1/x,} podobnie ciągła jest funkcja tangensa {\displaystyle \operatorname {tg} ,} jeżeli przyjąć definicję:
{\displaystyle \operatorname {tg} \left({\tfrac {\pi }{2}}+k\pi \right)=\infty .}

## Porównanie
Funkcja homograficzna {\displaystyle h(x)=1/x} nie jest ciągła w zbiorze {\displaystyle {\overline {\mathbb {R} }},} gdyż jej wartości dążą do {\displaystyle +\infty } dla {\displaystyle x\to 0^{+},} podczas gdy {\displaystyle x\to 0^{-},} to dążą one do {\displaystyle -\infty .} Utożsamiając w zbiorze {\displaystyle {\overline {\mathbb {R} }}} symbole {\displaystyle +\infty } oraz {\displaystyle -\infty ,} uzyskuje się zbiór {\displaystyle \mathbb {R} ^{*}.} W ten sposób funkcja {\displaystyle h(x)} może być uznana za ciągłą w całym zbiorze {\displaystyle \mathbb {R} ^{*}.} Podobna sytuacja dotyczy wszystkich funkcji wymiernych. Z drugiej strony wyrażenia
{\displaystyle L_{1}=\lim _{x\to -\infty }~f(x)}
oraz
{\displaystyle L_{2}=\lim _{x\to +\infty }~f(x)}
w zbiorze {\displaystyle \mathbb {R} ^{*}} są w istocie jedynie granicami jednostronnymi, zaś granica funkcji {\displaystyle f(x)} w punkcie {\displaystyle x=\infty } istnieje tylko wtedy, gdy {\displaystyle L_{1}=L_{2}.} W zbiorze {\displaystyle {\overline {\mathbb {R} }}} każde z nich musi być uważane za granicę rozważaną w innym punkcie. Z tego powodu funkcje takie, jak {\displaystyle \exp ,} czy {\displaystyle \operatorname {arctg} } można uznać za funkcje ciągłe na całym zbiorze {\displaystyle {\overline {\mathbb {R} }},} nie można ich natomiast określić w sposób ciągły na całym zbiorze {\displaystyle \mathbb {R} ^{*}.}